# Distretti congressuali dell'Idaho

Distretti congressuali dell'Idaho

Lo stato dell'Idaho è diviso in 2 distretti congressuali, ognuno rappresentato da un rappresentante alla Camera dei rappresentanti degli Stati Uniti.
I distretti sono attualmente rappresentati al 119º Congresso degli Stati Uniti d'America tutti da repubblicani.

## Distretti e rispettivi rappresentanti
| Distretto | Rappresentante | Partito      | CPVI | In carica dal  | Mappa del distretto |
| --------- | -------------- | ------------ | ---- | -------------- | ------------------- |
| 1°        | Russ Fulcher   | Repubblicano | R+22 | 3 gennaio 2019 |                     |
| 2°        | Mike Simpson   | Repubblicano | R+13 | 3 gennaio 1999 |                     |

## Cronologia delle configurazioni
Le tabelle riportano le mappe dei confini dei distretti congressuali dello stato dell'Idaho, presentati in maniera cronologica. Vengono mostrati tutti i cicli di modifica periodica dei distretti dal 1973 ad oggi.
| Anno      | Cartina dello stato | Dettaglio di Boise |
| --------- | ------------------- | ------------------ |
| 1973–1982 |                     |                    |
| 1983–1992 |                     |                    |
| 1993–2002 |                     |                    |
| 2003–2013 |                     |                    |
| 2013-2023 |                     |                    |
| Dal 2023  |                     |                    |

## Distretti obsoleti
- Distretto congressuale at-large dell'Idaho
- Distretto congressuale at-large del Territorio dell'Idaho